# Зай-Каратай (река)
Зай-Каратай — река в России, протекает в Татарстане. Устье реки находится в 181 км по левому берегу реки Степной Зай. Длина реки составляет 28 км, площадь водосборного бассейна 148 км².

## Данные водного реестра
По данным государственного водного реестра России относится к Камскому бассейновому округу, водохозяйственный участок реки — Кама от Нижнекамского гидроузла и до устья, без реки Вятка, речной подбассейн реки — бассейны притоков Камы до впадения Белой. Речной бассейн реки — Кама.